# Yvonne Timmerman-Buck
Yvonne Elisabeth Marie Antoinette Timmerman-Buck (Kerkrade, 26 juli 1956) is een Nederlandse voormalige politica. Van 17 juni 2003 tot 6 oktober 2009 was ze voorzitter van de Eerste Kamer. Timmerman-Buck is lid van het CDA.

## Biografie
Timmerman-Buck studeerde rechten aan de Katholieke Hogeschool Tilburg en werkte korte tijd op het ministerie van justitie (afd. voorwaardelijke invrijheidstelling). Van 1982 tot 1994 was ze verbonden aan het wetenschappelijk bureau van het CDA. Daarna werd ze ondervoorzitter van de Commissie Gelijke Behandeling. Dat bleef ze tot 2001.
Vanaf 1999 zit Timmerman voor het CDA in de Eerste Kamer. In 2001 werd ze voorzitter van de vaste kamercommissie voor justitie. Bij de Eerste Kamerverkiezingen 2003 was ze lijsttrekker. Na de installatie koos de senaat voor het eerst in de geschiedenis uit twee kandidaten voor het voorzitterschap. Timmerman-Buck won de verkiezing die tussen haar en haar PvdA-collega Erik Jurgens ging. Ze werd daarmee ook voorzitter van de Verenigde vergadering der Staten-Generaal, die jaarlijks op Prinsjesdag bijeenkomt voor het aanhoren van de troonrede.
Timmerman was in 2005 voorzitter van het Nationaal Comité zilveren regeringsjubileum Koningin Beatrix. Ze is voorzitter van de Marga Klompéstichting, curator van de theologische faculteit in Tilburg, bestuurslid van de KRO en nog veel meer.
Traditioneel stelt een kamervoorzitter zich terughoudend op in politieke kwesties. Maar na het referendum over het Europees verdrag in juni 2005 nam mevrouw Timmerman stelling tegen de politici die dit een "feest der democratie" noemden. Timmerman: "Parlementariërs zijn geen doorgeefluik van burgers. Het medewetgeven en controleren van de regering vergt volksvertegenwoordigers die de burgers als leidinggevend accepteren. Dat zou het vragen van advies aan de burgers overbodig moeten maken".
Op 19 juni 2007 werd Yvonne Timmerman-Buck met nagenoeg algemene stemmen herkozen als voorzitter van de senaat voor de periode 2007-2011. Zij was de enige kandidaat.
In december 2007 werd zij benoemd tot voorzitter van de raad van toezicht van de KRO.
Van april 2008 tot april 2009 vervulde zij het voorzitterschap van de Association of European Senates. De jaarvergadering van deze vereniging vond in april 2009 in Den Haag plaats.
Van 1 november 2009 tot 1 januari 2019 was Timmerman-Buck lid van de Raad van State, waar zij zich onder meer bezig hield met milieu, energie en klimaat. In verband hiermee heeft ze haar lidmaatschap van de Eerste Kamer opgegeven. René van der Linden is haar per 6 oktober 2009 opgevolgd als voorzitter van de Eerste Kamer. Henk Tiesinga volgde haar op 3 november 2009 op als lid van de Eerste Kamer.
In januari 2019 werd ze benoemd tot voorzitter van de Raad van Commissarissen van afvalverwerkingsbedrijf AEB Amsterdam. In juli 2019 is ze alweer opgestapt bij AEB Amsterdam.

## Persoonlijk
Yvonne Timmerman-Buck is de dochter van oud-staatssecretaris Werner Buck. Ze is gehuwd en moeder van drie kinderen.
- Parlement.com: vg09llkqvuz4